# Zeke/Disfear
Zeke/Disfear è uno split EP dei gruppi musicali svedesi Zeke e Disfear, pubblicato nel 2005.

## Tracce
1. Zeke – 363
2. Zeke – Black Witch
3. Disfear – Rat Race
4. Disfear – No Survivors